# Forza aerospaziale dell'Esercito Popolare di Liberazione
La Forza aerospaziale dell'Esercito Popolare di Liberazione (in cinese 中国人民解放军军事航天部队S, Zhōngguó Rénmín Jiěfàngjūn Jūnshì Hángtiān BùduìP) è una componente dell'Esercito Popolare di Liberazione della Repubblica Popolare Cinese che si occupa di guerra spaziale. È stata fondata nel 2024 dalla divisione della Forza di supporto strategico.
Ha giurisdizione sui seguenti spazioporti:
- centro spaziale di Jiuquan
- centro spaziale di Taiyuan
- centro spaziale di Xichang
- centro spaziale di Wenchang

e sui seguenti centri di controllo:
- centro di controllo e comando aerospaziale di Pechino
- dipartimento cinese di monitoraggio e controllo marittimo satellitare
- centro di controllo satelliti di Xi'an
- istituto di ricerca sulla tecnologia di tracciamento e comunicazione di Pechino

nonché su diversi altri siti di ricerca e sviluppo e di addestramento.
Controlla i satelliti militari cinesi YaoGan e il sistema di posizionamento BeiDou, per un totale (al 2024) di circa 245 satelliti.